# Marcelo Salas
José Marcelo Salas Melinao (ur. 24 grudnia 1974 w Temuco, Chile) – chilijski piłkarz, który grał na pozycji napastnika, w latach 1994–2007 reprezentant kraju.
Marcelo Salas jest obok Elíasa Figueroa i Ivána Zamorano najbardziej rozpoznawalnym chilijskim piłkarzem. Reprezentował barwy Club Universidad de Chile (dwukrotny mistrz Chile), River Plate (czterokrotny mistrz Argentyny), S.S. Lazio (mistrz Włoch, zdobywca Pucharu Włoch, Superpucharu Włoch, Pucharu Zdobywców Pucharów, Superpucharu Europy) oraz Juventusu Turyn (dwukrotny mistrz Włoch, zdobywca Superpucharu Włoch, finalista Ligi Mistrzów). Z reprezentacją Chile dwukrotnie uczestniczył w Copa América (1995, 1999) oraz w mistrzostw świata 1998. W 1997 roku został nagrodzony tytułem Południowoamerykański Piłkarz Roku: Południowoamerykańskiego Piłkarz Roku oraz Piłkarza Roku w Argentynie.

## Club Universidad de Chile
Marcelo Salas karierę piłkarską rozpoczął w 1989 roku w juniorach Deportes Temuco, w których występował do 1992 roku. Następnie grał w juniorach Club Universidad de Chile, z którym w 1993 roku podpisał profesjonalny kontrakt. Debiut w seniorskiej drużynie zaliczył dnia 4 stycznia 1994 roku w meczu z CD Cobreloa, w którym strzelił swojego pierwszego gola dla zespołu. Z tym zespołem Salas dwukrotnie zdobył mistrzostwo Chile (1994, 1995) oraz dotarł do półfinału Copa Libertadores 1996. Z klubu odszedł w 1996 roku rozegraniu 77 meczów ligowych, w których strzelił 50 bramek.

## River Plate
Następnie Marcelo Salas został zawodnikiem argentyńskiego klubu ligi Primera División - River Plate, co wywołało krytykę wśród argentyńskiej prasy oraz Diego Maradonę, gdyż urodzony w Chile zawodnik nigdy nie miał wpływu na grę w argentyńskich rozgrywkach. Jednak Salas swoją grą uciszył swoich krytyków zdobył serca argentyńskich fanów oraz miał spory udział ze zdobyciu trofeów przez River Plate w tych czasach: mistrzostwa Argentyny (Apertura 1996, Clausura 1997, Apertura 1997) oraz Supercopa Sudamericana 1997, co pomogło Salasowi w zdobyciu w 1997 roku nagród indywidualnych: Południowoamerykański Piłkarz Roku oraz Piłkarz Roku w Argentynie. Łącznie dla klubu w latach 1996–1998 rozegrał 53 mecze ligowe, w których strzelił 24 gole.

## Kariera we Włoszech
Marcelo Salas dzięki świetnej grze na mistrzostwach świata 1998 we Francji, na których w 4 meczach strzelił 4 bramki, wyjechał do Włoch podpisać kontrakt z klubem ligi Serie A - S.S. Lazio, którego działacze za transfer Salasa zapłacili 18.000.000 dolarów. W Serie A zadebiutował dnia 4 października 1998 roku w wygranym 2:0 meczu domowym z Cagliari, a dnia 17 października 1998 roku z wygranym 3:5 meczu wyjazdowym z Interem Mediolan strzelił swoje 2 pierwsze bramki w Serie A. W sezonie 1998/1999 wygrał ze swoim klubem Superpuchar Włoch w piłce nożnej 1998, a także ostatnią edycję Pucharu Zdobywców Pucharów. W sezonie 1999/2000 S.S. Lazio po zwycięstwie z angielskim Manchesterem United 1:0 po bramce Salasa zdobył Superpuchar Europy 1999 oraz po 26 latach ponownie zdobyło mistrzostwo Włoch, a także Puchar Włoch. Z klubu odszedł po sezonie 2000/2001 po rozegraniu 79 meczów ligowych i strzeleniu 34 bramek.
Salas następnie za 28.400.000 euro przeszedł do Juventusu Turyn, w którym w latach 2001–2003 z powodu licznych kontuzji rozegrał zaledwie 18 meczów ligowych, w których strzelił 2 bramki. W tym czasie zdobył ze Starą Damą dwukrotnie mistrzostwo Włoch (2002, 2003) oraz Superpuchar Włoch (2003), a także dotarł do finału Ligi Mistrzów w edycji 2002/2003.

## Powrót do Ameryki Południowej
W 2003 roku wrócił do Ameryki Południowej, gdzie w latach 2003–2005 ponownie grał na zasadzie wypożyczenia w River Plate, gdzie również Salasowi regularną grę utrudniały kontuzje (rozegrał zaledwie 32 mecze ligowe, w których strzelił 10 bramek) i nawet rozważał zakończenie kariery, jednak zdecydować na kontynuowanie kariery i zdobył z klubem w sezonie 2003/2004 mistrzostwo Clausura oraz dwukrotnie dotarł do półfinału Copa Libertadores (2004, 2005).
W lipcu 2005 roku za zgodą Juventusu Turyn wrócił na zasadzie wypożyczenia do Club Universidad de Chile, z którym latem 2006 roku podpisał kontrakt, a dnia 26 listopada 2008 roku w wieku 34 lat, po rozegraniu 82 ligowych meczów i strzeleniu 37 bramek zakończył piłkarską karierę.

## Kariera reprezentacyjna
Marcelo Salas w latach 1994–2007 rozegrał 70 meczów w reprezentacji Chile, w których strzelił 37 bramek. Debiut zaliczył dnia 18 maja 1994 roku w Santiago w zremisowanym 3:3 meczu towarzyskim z reprezentacją Argentyny, w którym strzelił swojego pierwszego gola w reprezentacji Chile. W międzyczasie dwukrotnie brał udział w Copa América: 1995 (faza grupowa), 1999 (4. miejsce) oraz był uczestnikiem mistrzostw świata 1998 we Francji (1/8 finału), podczas których w 4 meczach strzelił 4 bramki. Ostatni mecz w reprezentacji Chile rozegrał dnia 21 listopada 2007 roku w Santiago w przegranym 0:3 meczu eliminacyjnym mistrzostw świata 2010 z reprezentacją Paragwaju.

## Po zakończeniu kariery
Marcelo Salas dnia 2 czerwca 2009 roku na Estadio Nacional w Santiago w obecności 50,000 widzów rozegrał pożegnalny mecz, na który zaprosił kolegów z Club Universidad de Chile z lat 1993–1996, River Plate, Juventusu Turyn oraz reprezentacji Chile ze składu mistrzostw świata 1998. Salas zagrał w tym meczu w obu drużynach oraz strzelił hat tricka.

## Statystyki

### Klubowe
| Klub                      | Sezon              | Liga               | Liga    | Liga   | Puchary krajowe | Puchary krajowe | Puchary międzynarodowe | Puchary międzynarodowe | Łącznie | Łącznie |
| Klub                      | Sezon              | Liga               | Występy | Bramki | Występy         | Bramki          | Występy                | Bramki                 | Występy | Bramki  |
| ------------------------- | ------------------ | ------------------ | ------- | ------ | --------------- | --------------- | ---------------------- | ---------------------- | ------- | ------- |
| Club Universidad de Chile | 1993               | Primera División   | 15      | 1      |                 |                 |                        |                        | 15      | 1       |
| Club Universidad de Chile | 1994               | Primera División   | 25      | 27     | 15              | 12              | 6                      | 2                      | 46      | 41      |
| Club Universidad de Chile | 1995               | Primera División   | 27      | 17     | 4               | 0               | 7                      | 5                      | 38      | 22      |
| Club Universidad de Chile | 1996               | Primera División   | 10      | 5      | 5               | 2               | 12                     | 5                      | 27      | 12      |
| Club Universidad de Chile | Łącznie            | Łącznie            | 77      | 50     | 24              | 14              | 25                     | 12                     | 126     | 76      |
| River Plate               | 1996/1997          | Primera División   | 26      | 11     | –               | –               | 4                      | 0                      | 30      | 11      |
| River Plate               | 1997/1998          | Primera División   | 27      | 13     | –               | –               | 10                     | 7                      | 37      | 20      |
| River Plate               | Łącznie            | Łącznie            | 53      | 24     | –               | –               | 14                     | 7                      | 67      | 31      |
| S.S. Lazio                | 1998/1999          | Serie A            | 30      | 15     | 7               | 5               | 6                      | 3                      | 43      | 23      |
| S.S. Lazio                | 1999/2000          | Serie A            | 28      | 12     | 3               | 0               | 11                     | 5                      | 42      | 17      |
| S.S. Lazio                | 2000/2001          | Serie A            | 21      | 7      | 2               | 1               | 9                      | 0                      | 32      | 8       |
| S.S. Lazio                | Łącznie            | Łącznie            | 79      | 34     | 12              | 6               | 26                     | 8                      | 117     | 48      |
| Juventus Turyn            | 2001/2002          | Serie A            | 7       | 1      | 2               | 0               | 2                      | 0                      | 11      | 1       |
| Juventus Turyn            | 2002/2003          | Serie A            | 11      | 1      | 2               | 1               | 2                      | 1                      | 15      | 3       |
| Juventus Turyn            | Łącznie            | Łącznie            | 18      | 2      | 4               | 1               | 4                      | 1                      | 26      | 4       |
| River Plate               | 2003/2004          | Primera División   | 17      | 6      | –               | –               | 4                      | 2                      | 21      | 8       |
| River Plate               | 2004/2005          | Primera División   | 15      | 4      | –               | –               | 7                      | 5                      | 22      | 9       |
| River Plate               | Łącznie            | Łącznie            | 32      | 10     | –               | –               | 11                     | 7                      | 43      | 17      |
| Club Universidad de Chile | 2005               | Primera División   | 10      | 5      | –               | –               |                        |                        | 10      | 5       |
| Club Universidad de Chile | 2006               | Primera División   | 28      | 13     | –               | –               |                        |                        | 28      | 13      |
| Club Universidad de Chile | 2007               | Primera División   | 14      | 8      | –               | –               |                        |                        | 14      | 8       |
| Club Universidad de Chile | 2008               | Primera División   | 30      | 11     | –               | –               |                        |                        | 30      | 11      |
| Club Universidad de Chile | Łącznie            | Łącznie            | 82      | 37     | –               | –               |                        |                        | 82      | 37      |
| Łącznie w karierze        | Łącznie w karierze | Łącznie w karierze | 333     | 155    | 40              | 21              | 80                     | 35                     | 453     | 213     |

### Reprezentacyjne
| Reprezentacja | Rok     | Mecze | Bramki |
| ------------- | ------- | ----- | ------ |
| Chile         |         |       |        |
| 1994          | 3       | 1     |        |
| 1995          | 12      | 4     |        |
| 1996          | 11      | 6     |        |
| 1997          | 7       | 9     |        |
| 1998          | 10      | 10    |        |
| 1999          | 5       | 0     |        |
| 2000          | 7       | 2     |        |
| 2001          | 2       | 2     |        |
| 2002          | 0       | 0     |        |
| 2003          | 0       | 0     |        |
| 2004          | 4       | 0     |        |
| 2005          | 3       | 1     |        |
| 2006          | 0       | 0     |        |
| 2007          | 6       | 2     |        |
| Ogólnie       | Ogólnie | 70    | 37     |

### Gole w reprezentacji Chile
| Lp. | Data       | Miejsce                                | Przeciwnik | Wynik | Mecz              |
| --- | ---------- | -------------------------------------- | ---------- | ----- | ----------------- |
| 1.  | 18.05.1994 | Santiago                               | Argentyna  | 3–3   | Mecz towarzyski   |
| 2.  | 29.03.1995 | Los Angeles                            | Meksyk     | 2–1   | Mecz towarzyski   |
| 3.  | 22.04.1995 | Temuco                                 | Islandia   | 1–1   | Mecz towarzyski   |
| 4.  | 28.05.1995 | Commonwealth Stadium, Edmonton         | Kanada     | 2–1   | Canada Cup 1995   |
| 5.  | 11.10.1995 | Concepción                             | Kanada     | 2–0   | Mecz towarzyski   |
| 6.  | 14.02.1996 | Coquimbo                               | Peru       | 4–0   | Mecz towarzyski   |
| 7.  | 26.05.1996 | Santiago                               | Boliwia    | 2–0   | Mecz towarzyski   |
| 8.  | 26.05.1996 | Santiago                               | Boliwia    | 2–0   | Mecz towarzyski   |
| 9.  | 06.07.1996 | Santiago                               | Ekwador    | 4–1   | El. Mundialu 1998 |
| 10. | 25.08.1996 | Liberia                                | Kostaryka  | 1–1   | Mecz towarzyski   |
| 11. | 12.11.1996 | Santiago                               | Urugwaj    | 1–0   | El. Mundialu 1998 |
| 12. | 08.06.1997 | Quito                                  | Ekwador    | 1–1   | El. Mundialu 1998 |
| 13. | 05.07.1997 | Santiago                               | Kolumbia   | 4–1   | El. Mundialu 1998 |
| 14. | 05.07.1997 | Santiago                               | Kolumbia   | 4–1   | El. Mundialu 1998 |
| 15. | 05.07.1997 | Santiago                               | Kolumbia   | 4–1   | El. Mundialu 1998 |
| 16. | 10.09.1997 | Santiago                               | Argentyna  | 1–2   | El. Mundialu 1998 |
| 17. | 12.10.1997 | Santiago                               | Peru       | 4–0   | El. Mundialu 1998 |
| 18. | 12.10.1997 | Santiago                               | Peru       | 4–0   | El. Mundialu 1998 |
| 19. | 12.10.1997 | Santiago                               | Peru       | 4–0   | El. Mundialu 1998 |
| 20. | 16.11.1997 | Santiago                               | Boliwia    | 3–0   | El. Mundialu 1998 |
| 21. | 11.02.1998 | Stadion Wembley, Londyn                | Anglia     | 2–0   | Mecz towarzyski   |
| 22. | 11.02.1998 | Stadion Wembley, Londyn                | Anglia     | 2–0   | Mecz towarzyski   |
| 23. | 22.04.1998 | Santiago                               | Kolumbia   | 2–2   | Mecz towarzyski   |
| 24. | 24.05.1998 | Santiago                               | Urugwaj    | 2–2   | Mecz towarzyski   |
| 25. | 31.05.1998 | Montélimar                             | Tunezja    | 3–2   | Mecz towarzyski   |
| 26. | 04.06.1998 | Awinion                                | Maroko     | 1–1   | Mecz towarzyski   |
| 27. | 11.06.1998 | Parc Lescure, Bordeaux                 | Włochy     | 2–2   | Mundial 1998      |
| 28. | 11.06.1998 | Parc Lescure, Bordeaux                 | Włochy     | 2–2   | Mundial 1998      |
| 29. | 17.06.1998 | Stade Geoffroy-Guichard, Saint-Étienne | Austria    | 1–1   | Mundial 1998      |
| 30. | 27.06.1998 | Parc des Princes, Paryż                | Brazylia   | 1–4   | Mundial 1998      |
| 31. | 29.06.2000 | Estadio Nacional, Santiago             | Paragwaj   | 3–1   | El. Mundialu 2002 |
| 32. | 15.08.2000 | Estadio Nacional, Santiago             | Brazylia   | 3–0   | El. Mundialu 2002 |
| 33. | 14.08.2001 | Estadio Nacional, Santiago             | Boliwia    | 2–2   | El. Mundialu 2002 |
| 34. | 14.08.2001 | Estadio Nacional, Santiago             | Boliwia    | 2–2   | El. Mundialu 2002 |
| 35. | 04.06.2005 | Estadio Nacional, Santiago             | Boliwia    | 3–1   | El. Mundialu 2006 |
| 36. | 18.11.2007 | Estadio Centenario, Montevideo         | Urugwaj    | 2–2   | El. Mundialu 2010 |
| 37. | 18.11.2007 | Estadio Centenario, Montevideo         | Urugwaj    | 2–2   | El. Mundialu 2010 |

## Sukcesy

### Club Universidad de Chile
- Mistrzostwo Chile: 1994, 1995
- Półfinał Copa Libertadores: 1996

### River Plate
- Mistrzostwo Argentyny: Apertura 1996, Clausura 1997, Apertura 1997, Clausura 2004
- Supercopa Sudamericana: 1997

### Lazio
- Mistrzostwo Włoch: 2000
- Puchar Włoch: 2000
- Superpuchar Włoch: 1999, 2001
- Puchar Zdobywców Pucharów: 1999
- Superpuchar Europy: 1999

### Juventus Turyn
- Mistrzostwo Włoch: 2002, 2003
- Superpuchar Włoch: 2003
- Finał Ligi Mistrzów: 2003

### Indywidualne
- Południowoamerykański Piłkarz Roku: 1997
- Piłkarz Roku w Argentynie: 1997

## Życie prywatne
Marcelo Salas jest synem Alicii (z domu Melinao) i Rosemberga Salasów. W latach 1996–2003 był żonaty z Caroliną Messen, z którą ma dwie córki: Camilę (ur. 1999) i Catalinę (ur. 2002).